# ロス・マーティン
ロス・マーティン（Ross Martin、1920年3月22日 – 1981年7月3日）はアメリカ合衆国の俳優。

## プロフィール
ポーランドのグロデク（現在はウクライナのHorodok）でユダヤ人の家庭に生まれたが、幼少期はニューヨークで過ごした。ユダヤ語・ポーランド語・ロシア語の三カ国語を母国語としたが、英語を習得した後には、さらにフランス語・スペイン語・イタリア語も身につけた。しかし大学に行くよりも俳優への道を目指し、1953年ブロードウェイでデビュー。そして1955年に『宇宙征服』で映画デビューしたのち、ローレンス・ハーヴェイ監督・主演の『脱走計画』やジャック・レモン主演の『グレートレース』などに出演した。また、『グレートレース』での演技がCBSによって認められ、テレビシリーズ『0088/ワイルド・ウエスト』のアルテムス・ゴードン役に抜擢された。しかし、シリーズ出演中の1968年に心臓発作を起こして倒れてしまい、それからは撮影期間が長い映画やシリーズ物の出演を続けられなくなり、テレビドラマのゲスト出演が活動の軸になった。その後は数々のテレビシリーズではゲスト出演、テレビ映画では主演を多く務めた。
1980年に放送された、『0088/ワイルド・ウエスト』のテレビ映画版『続ミスター・ウエストの奇妙な冒険』が成功したことで再びシリーズ化が計画されていた矢先の1981年7月3日、テニスのプレー最中に再び心臓発作で倒れ、心筋梗塞により61歳で死去した。

### 私生活
- 結婚は2度しており最初の妻のMuriel Weissとは1965年に死別し、その後再婚したOlavee Grindrodとの間には3人の子供ができマーティンが死去するまで添い遂げた。Grindrodはその後2002年に死去した。
- 俳優のピーター・フォークはマーティンに一時期師事していたことがあり、『グレートレース』では彼と共演し、その後フォークが主演を務めた『刑事コロンボ』シリーズ第6作『二枚のドガの絵』では、犯人役デイル・キングストンを演じた。

## 主な出演作品

### 映画
- 宇宙征服 - Conquest of Space (1955年)
- ニューヨークの怪人 - The Colossus of New York (1958年)
- 酋長ジェロニモ - Geronimo (1962年)
- 追跡 - Experiment in Terror (1962年)
- 脱走計画 - The Ceremony (1963年)
- グレートレース - The Great Race (1965年)

### テレビドラマ
- ミステリー・ゾーン
  - 「顔を盗む男」(1960年)
  - 「幻の宇宙船」(1963年)
- 0088/ワイルド・ウエスト - The Wild Wild West (1965年 - 1969年)
- 刑事コロンボ 「二枚のドガの絵」(1971年)
- 恐怖のレストラン - Dying Room Only (1973年)
- 警部マクロード 「赤い死のマーク」(1973年)
- 恐怖のロープウェイ脱出 - Skyway to Death (1974年)
- エラリー・クイーン 10話 「ファラオの呪いの冒険」(1975年)
- チャーリーズ・エンジェル シーズン2/31話 「UFO!毎夜接近遭遇」(1977年)
- ハワイ5-0 (1978年-1979年)
- 自由と愛の大地 第2部 建設 - The Seekers (1979年)
- ミスター・ウエストの奇妙な冒険 - The Wild Wild West Revisited (1979年)
- 続ミスター・ウエストの奇妙な冒険 - More Wild Wild West (1980年)